# Laportea mooreana
Laportea mooreana là loài thực vật có hoa trong họ Tầm ma. Loài này được (Hiern) Chew mô tả khoa học đầu tiên năm 1965.